# Mercedes W15
Mercedes-AMG F1 W15 E Performance (скорочено Mercedes W15) —  болід Формули-1, розроблений і виготовлений Мерседес для участі в чемпіонаті Формули-1 2024. Це перший автомобіль команди, повністю розроблений британським інженером Джеймсом Еллісоном після того, як він повернувся на свою попередню посаду технічного директора Мерседес, помінявшись посадами з Майком Елліоттом, який займав це місце раніше. Пілотами стали Джордж Расселл та семиразовий чемпіон Формули-1 Льюїс Гамільтон, для якого це стало дванадцятим та останнім сезоном з командою.

## Історія
Мерседес завершили важкий сезон 2023 року з W14 позаду чемпіонів Ред Булл з відставанням у 451 очко, і ледь змогли втримати друге місце, випередивши Феррарі всього на 3 очки.
Керівник команди Тото Вольфф заявив, що команда змінить концепцію W15, включаючи розподіл ваги та аеродинаміку. Вольфф додав, що зміна майже всіх компонентів може стати найкращим шансом для команди, щоб боротися за найвищі позиції у 2024 році. Перед початком міжсезонної перерви Льюїс Гамільтон заявив, що настрій на заводах команди в Бреклі та Бріксворті «позитивний», і він мав можливість перевірити хід розробки W15 в їхній аеродинамічній трубі, незважаючи на те, що він не міг точно визначити, на якому етапі знаходиться команда в розробці нової машини.
Технічний директор Джеймс Еллісон назвав проект W15 «амбітним» і заявив, що команда досягла значного прогресу з машиною протягом зими. Пізніше Еллісон пояснив, що пізнє оновлення бічних понтонів, починаючи з Гран-прі Монако 2023 року, не було головною причиною, що усунула їхні недоліки у 2023 році, і додав, що W15 сильно відрізнятиметься від своїх попередників. Вольф розповів, що пілот симулятора команди Ентоні Девідсон випробував W15 на симуляторі, випробувавши його на трасі у Мельбурні, і схвально відгукнувся про результати, заявивши, що «автомобіль відчувався як справжній автомобіль вперше за останні два роки».
У лютому 2024 року Гамільтон оголосив, що сезон 2024 року стане для нього останнім з Мерседес, оскільки наступного сезону він перейде до Феррарі, а це означало, що W15 став останнім болідом, на якому він виступав за «Срібні стріли».
W15 був представлений на автодромі Сільверстоун 14 лютого та транслювався в прямому ефірі на YouTube-каналі команди. Болід отримав здебільшого чорну ліврею з великою площею оголеного вуглецевого волокна та сріблястою носовою частиною. На автомобілі також були представлені бірюзові та червоні кольори спонсорів Petronas та Ineos відповідно. З технічної сторони автомобіль отримав іншу форму бічних понтонів, а також команда вирішила перейти в задній підвісці з тягового стрижня до штовхального. В Мерседес зосередилися на вирішенні проблеми з непередбачуваною віссю W14 протягом зими, щоб переконатися, що така ж проблема не трапиться на W15. Ще одна примітна особливість полягала в тому, що команда перемістила кабіну пілота трохи далі назад, на чому Гамільтон наполягав, починаючи зі своєї машини 2022 року. Гамільтон і Рассел проїхали на короткому 15-кілометровому демонстраційному дні в Сільверстоуні, а перший повноцінний заїзд відбувся в рамках їхнього 200-кілометрового знімального дня в Бахрейні, перед початком передсезонних тестів.

## Результати
| Приклад                  | Опис                                                              |
| ------------------------ | ----------------------------------------------------------------- |
| 1                        | Переможець                                                        |
| 2                        | Друге місце                                                       |
| 3                        | Третє місце                                                       |
| 5                        | Фінішував у очковій зоні                                          |
| 12                       | Фінішував поза очковою зоною                                      |
| НКЛ                      | Фінішував, але не класифікований                                  |
| Схід                     | Не фінішував і не класифікований                                  |
| НКВ                      | Не кваліфікований                                                 |
| НПКВ                     | Не передкваліфікований                                            |
| ДСК                      | Дискваліфікований                                                 |
| тест                     | Тестер по п'ятницях                                               |
| НС                       | Брав участь у Гран-прі як бойовий пілот, але не стартував у гонці |
| Т                        | Травмований чи хворий                                             |
| Викл                     | Виключений із протоколу                                           |
| Від                      | Відмова від участі                                                |
| НТР                      | Не брав участі в тренуваннях                                      |
| НПР                      | Не прибув на Гран-прі                                             |
| С                        | Гонка скасована                                                   |
|                          | Не брав участі                                                    |
| Жирний шрифт             | Поул-позиція                                                      |
| Курсив                   | Найшвидше коло                                                    |
| Числоу верхньому індексі | Позиція в спринті, що передбачає нарахування очок                 |

| Рік      | Команда                       | Двигун              | Шини | Пілот           | Гран-прі | Гран-прі | Гран-прі | Гран-прі | Гран-прі | Гран-прі | Гран-прі | Гран-прі | Гран-прі | Гран-прі | Гран-прі | Гран-прі | Гран-прі | Гран-прі | Гран-прі | Гран-прі | Гран-прі | Гран-прі | Гран-прі | Гран-прі | Гран-прі | Гран-прі | Гран-прі | Гран-прі | Очки | Місце |
| Рік      | Команда                       | Двигун              | Шини | Пілот           | БАХ      | САУ      | АВС      | ЯПО      | КИТ      | МАЯ      | ЕМІ      | МОН      | КАН      | ІСП      | АВТ      | ВЕЛ      | УГО      | БЕЛ      | НІД      | ІТА      | АЗЕ      | СІН      | США      | МЕХ      | САП      | ЛВГ      | КАТ      | АБУ      | Очки | Місце |
| -------- | ----------------------------- | ------------------- | ---- | --------------- | -------- | -------- | -------- | -------- | -------- | -------- | -------- | -------- | -------- | -------- | -------- | -------- | -------- | -------- | -------- | -------- | -------- | -------- | -------- | -------- | -------- | -------- | -------- | -------- | ---- | ----- |
| 2024     | Mercedes-AMG Petronas F1 Team | Mercedes-AMG F1 M15 | P    | Льюїс Гамільтон | 7        | 9        | Схід     | 9        | 92       | 6        | 6        | 7        | 4        | 3        | 46       | 1        | 3        | 1        | 8        | 5        | 9        | 6        | Схід6    | 4        | 10       | 2        | 126      | 4        | 220* | 3*    |
| 2024     | Mercedes-AMG Petronas F1 Team | Mercedes-AMG F1 M15 | P    | Джордж Расселл] | 5        | 6        | 17†      | 7        | 68       | 8        | 7        | 5        | 3        | 4        | 14       | Схід     | 8        | ДСК      | 7        | 7        | 3        | 4        | 65       | 5        | 46       | 1        | 43       | 5        | 220* | 3*    |
| Джерело: |                               |                     |      |                 |          |          |          |          |          |          |          |          |          |          |          |          |          |          |          |          |          |          |          |          |          |          |          |          |      |       |